# Π螺旋

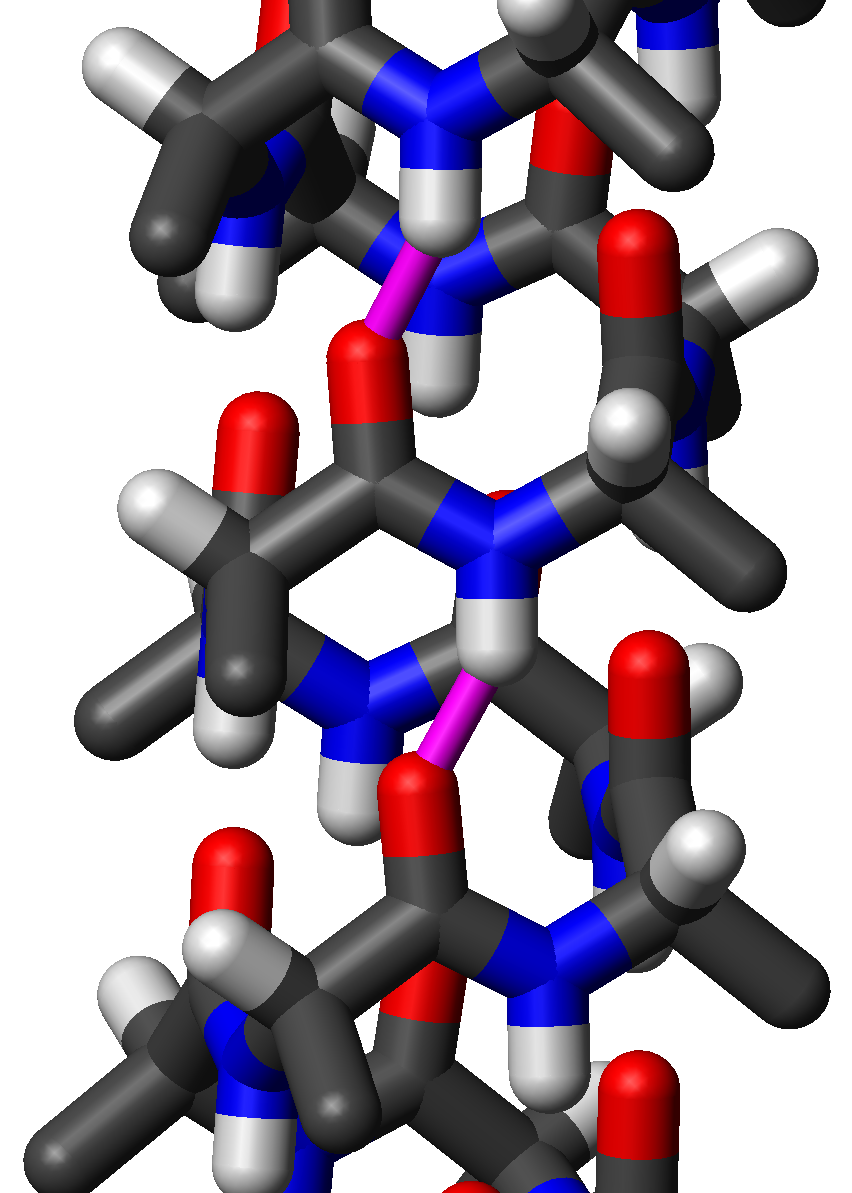
L-丙氨酸残基形成的π螺旋的侧视图。

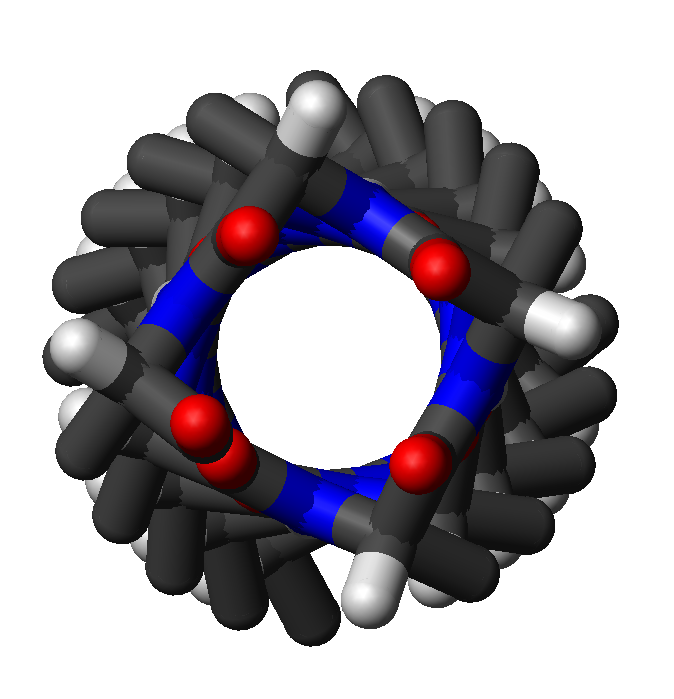
沿螺旋轴观察π螺旋。

π螺旋（π-helix），蛋白质二级结构之一，它在膜蛋白中尤其多见。

## 结构
π螺旋也称4.416螺旋，多为右手螺旋，其结构与α螺旋类似，只是π螺旋是由肽链骨架上n位氨基酸残基的 －C＝O与n+5位残基的 －NH－ 之间形成氢键形成，氢键环有16个原子，每圈有4.4个氨基酸残基，而且每个氨基酸残基环绕螺旋轴87°，沿轴上升0.115 nm。π螺旋的二面角（φ, ψ）一般在（−55°, −70°）左右。